# Amboy (Minnesota)
Pour les articles homonymes, voir Amboy.
Amboy est une ville située dans le comté de Blue Earth, dans l’État du Minnesota, aux États-Unis. Sa population s’élevait à 534 habitants lors du recensement de 2010, estimée à 509 habitants en 2018.

## Histoire
Amboy a été fondée en 1879.